# Giladeus penai
Giladeus penai – gatunek błonkówki z rodziny Pergidae.

## Taksonomia
Gatunek ten został opisany w 1990 roku przez Davida Smitha. Jako miejsce typowe podano chilijską miejscowość Guayacan w Regionie Metropolitalnym Santiago na wysokości 1100 m n.p.m. Holotypem była samica.

## Zasięg występowania
Ameryka Południowa, notowany jedynie w Regionie Metropolitalnym Santiago w śr. Chile.